# Секс, смерть и боулинг
Секс, смерть и боулинг (англ. Sex, Death and Bowling) — американский независимый комедийно-драматический фильм 2015 года с Эдрианом Гренье, Сельмой Блэр, Бейли Чейзом, Дреа де Маттео и Джошуа Рашем в главных ролях. Это был режиссёрский и сценарно-дебютный фильм актрисы Элли Уокер.

## Сюжет
Шон Макаллистер — успешный модельер, который возвращается домой в небольшой городок на юге Калифорнии, когда узнаёт, что его брат Рик болен раком. Шон некоторое время отсутствовал после того, как поссорился с отцом. Рик живёт дома со своей женой Гленн и медсестрой Аной. Отец Шона и Рика, Дик, владеет местным магазином спортивного инвентаря и является заядлым игроком в боулинг. Сын Рика, Эли, боготворит своего отца и деда и мечтает стать таким же хорошим игроком в боулинг, как они оба. Приезжает Шон и тут же начинает бередить старые раны, связанные с отцом. Шон — гей, и инцидент, произошедший в его юности с другим мальчиком из школьной футбольной команды, который увидел учитель, опозорил Дика, в результате чего они отдалились друг от друга даже после того, как Шон стал знаменитым. Шон пытается помириться и с отцом, и с братом, но это оказывается трудным делом.
Дик пытается выиграть турнир по боулингу «Фиеста Боул», но возникают проблемы, когда один из его игроков получает травму. Пытаясь восстановить связь с отцом и семьёй, Шон соглашается присоединиться к команде. В конце концов они выигрывают турнир и привозят трофей Рику.

## В ролях
- Эдриан Гренье — Шон Макаллистер
- Сельма Блэр — Гленн Макаллистер
- Бейли Чейз[англ.] — Рик Макаллистер
  - Джастин Прентис[англ.] — Рик в юности
- Мелора Уолтерс — Эви
- Дреа де Маттео — Ана
- Мэри Линн Райскаб — Ким Уэллс
- Дэниел Хью Келли[англ.] — Дик Макаллистер
- Джошуа Раш[англ.] — Эли Макаллистер
- Дрю Пауэлл — Тим Холлистер
- Гуги Гресс — Дэн Корнфилдер
- Ричард Рили — отец Джо
- Эрика Гимпел — Шанти